# Ishigakia tertia
Ishigakia tertia är en stekelart som beskrevs av Setsuya Momoi 1968. Ishigakia tertia ingår i släktet Ishigakia och familjen brokparasitsteklar. Inga underarter finns listade i Catalogue of Life.